# クリスティアン・モリナーロ
クリスティアン・モリナーロ（Cristian Molinaro、1983年7月30日 - ）は、イタリア・ヴァッロ・デッラ・ルカーニア出身の元サッカー選手。現役時代のポジションはディフェンダー。

## 経歴

### クラブ
2006-2007シーズンはACシエナで活躍し、2007年夏に保有権を所持していたユヴェントスFCに復帰した。2007-2008シーズンはギュラーポジションを掴み、パベル・ネドベドと好連携を見せている。
しかし、その後はファビオ・グロッソやパオロ・デ・チェリエにレギュラーを奪われてしまい、出場機会を求め、2010年1月6日にドイツのVfBシュトゥットガルト移籍金380万ユーロの買取オプション付きで期限付き移籍。見事レギュラーとして復活し、6月30日に4年契約で完全移籍することが発表された。
2014年1月、母国・セリエAのパルマFCへ完全移籍した。
同年6月、トリノFCに1年契約で移籍。
2018年7月、フロジノーネ・カルチョに移籍。
2020年1月15日、ヴェネツィアFCに移籍。

### 代表
2010年8月6日にはイタリア代表に初招集、8月11日の国際親善試合コートジボワール戦で代表デビューを果たした。